# Machado (kommun)
Machado är en kommun i Brasilien.   Den ligger i delstaten Minas Gerais, i den sydöstra delen av landet, 700 km söder om huvudstaden Brasília. Antalet invånare är 38 684.
Följande samhällen finns i Machado:
- Machado

Omgivningarna runt Machado är huvudsakligen savann. Runt Machado är det ganska glesbefolkat, med 42 invånare per kvadratkilometer.